# Grant Riller
Grant Lucas Riller (Orlando, 8 febbraio 1997) è un cestista statunitense.

## Carriera

### High school
Riller ha giocato a basket per la Ocoee High School di Ocoee, in Florida, sotto la guida dell'allenatore Rob Gordon. È stato chiamato nella squadra varsity al nono grado dopo aver inizialmente giocato a livello varsity junior. Da senior il 28 dicembre 2014 ha segnato un record scolastico di 53 punti in una vittoria sulla Leesburg High School nelle finali del torneo Ocoee Great 8. Ha una media di 29,1 punti a partita nella sua stagione da senior. Riller è stato considerato una recluta a due stelle da 247Sports e non è stato valutato da ESPN o Rivals. Il 4 ottobre 2014, si è impegnato a giocare a basket universitario per il College of Charleston rispetto alle offerte di Cleveland State , FIU e Hofstra.

### College
Riller ha subito un infortunio al ginocchio prima della sua stagione da matricola ed è stato costretto a redshirt. È stato costretto a indossare una ginocchiera nonostante abbia lavorato tutta l'estate per raggiungere la piena forza. Nel suo debutto in collegiale, Riller ha segnato 21 punti contro The Citadel . Ha una media di 13,1 punti a partita come matricola, il secondo migliore della squadra.  Riller ha segnato 20 punti e ha aggiunto quattro palle rubate in una vittoria per 83-76 straordinari sul Northeastern nel Torneo della Colonial Athletic Association . È stato nominato giocatore 2018 CAA Tournament Most Outstanding e si è unito al compagno di squadra Joe Chealey nella All-CAA First Team. Riller aveva una media di 18,7 punti a partita al secondo anno. Ha segnato 43 punti in carriera in una sconfitta per 99-95 contro l'Hofstra . Da junior, Riller aveva una media di 21,9 punti e 4,1 assist a partita e ha portato i Cougars a un record di 24-9.  Fu nuovamente nominato All-CAA della prima squadra.
Entrando nel suo ultimo anno, Riller è stato nominato giocatore preseason CAA dell'anno.  Il 14 dicembre 2019 è diventato il terzo Cougar nella storia del programma a raggiungere i 2.000 punti in carriera, segnando 21 in una sconfitta contro Richmond . Il 16 gennaio 2020, ha registrato la prima tripla doppia in assoluto da parte di un giocatore del College of Charleston, con 20 punti, 10 rimbalzi e 10 assist in una sconfitta contro Northeastern. Al termine della stagione regolare, Riller è stato nominato nella First Team All-CAA. Da senior, Riller aveva una media di 21,9 punti, 3,9 assist e 5,1 rimbalzi a partita.

### NBA

#### Charlotte Hornets (2020-)
Viene scelto al Draft NBA 2020 con la 56ª chiamata dagli Charlotte Hornets.

## Statistiche

### College
| Anno      | Squadra      | PG  | PT  | MP   | TC%  | 3P%  | TL%  | RP  | AP  | PRP | SP  | PP   |
| --------- | ------------ | --- | --- | ---- | ---- | ---- | ---- | --- | --- | --- | --- | ---- |
| 2016-2017 | CofC Cougars | 35  | 27  | 27,0 | 48,6 | 33,3 | 79,8 | 2,1 | 1,2 | 0,9 | 0,2 | 13,1 |
| 2017-2018 | CofC Cougars | 33  | 32  | 33,6 | 54,5 | 39,4 | 72,9 | 2,8 | 2,0 | 1,3 | 0,4 | 18,6 |
| 2018-2019 | CofC Cougars | 33  | 33  | 35,5 | 53,8 | 32,9 | 80,6 | 3,4 | 4,1 | 1,2 | 0,1 | 21,9 |
| 2019-2020 | CofC Cougars | 31  | 31  | 33,5 | 49,9 | 36,2 | 82,7 | 5,1 | 3,9 | 1,6 | 0,3 | 21,9 |
| Carriera  | Carriera     | 132 | 123 | 32,3 | 51,9 | 35,6 | 79,6 | 3,3 | 2,8 | 1,3 | 0,3 | 18,7 |

### NBA

#### Regular Season
| Anno      | Squadra           | PG | PT | MP  | TC%  | 3P%  | TL% | RP  | AP  | PRP | SP  | PP  |
| --------- | ----------------- | -- | -- | --- | ---- | ---- | --- | --- | --- | --- | --- | --- |
| 2020-2021 | Charlotte Hornets | 7  | 0  | 3,9 | 66,7 | 50,0 | -   | 0,1 | 0,4 | 0,1 | 0,0 | 2,6 |
| Carriera  | Carriera          | 7  | 0  | 3,9 | 66,7 | 50,0 | -   | 0,1 | 0,4 | 0,1 | 0,0 | 2,6 |

### G League
| Anno      | Squadra         | PG | PT | MP   | TC%  | 3P%  | TL%  | RP  | AP  | PRP | SP  | PP   |
| --------- | --------------- | -- | -- | ---- | ---- | ---- | ---- | --- | --- | --- | --- | ---- |
| 2020-2021 | Greens. Swarm   | 11 | 11 | 25,7 | 49,0 | 46,2 | 86,7 | 1,7 | 3,5 | 1,1 | 0,2 | 13,1 |
| 2021-2022 | Del. Blue Coats | 4  | 0  | 11,0 | 40,0 | 0,0  | 80,0 | 1,8 | 2,3 | 0,3 | 0,0 | 5,5  |
| 2022-2023 | Texas Legends   | 41 | 23 | 26,4 | 53,3 | 26,7 | 82,5 | 2,7 | 3,5 | 1,2 | 0,3 | 19,5 |
| Carriera  | Carriera        | 56 | 34 | 25,1 | 52,3 | 33,3 | 82,9 | 2,5 | 3,4 | 1,1 | 0,2 | 17,2 |